# Silnice I/64 (Slovensko)
Silnice I. třídy 64 (I/64) je silnice I. třídy na Slovensku, která ve směru z jihu na sever spojuje Komárno a Žilinu. Její celková délka je 203,371 km. Po I/64 nevede žádná evropská silnice.

## Historie
Úsek silnice z Prievidzy do Žiliny byl původně silnicí II. třídy číslo II/518. K silnici I/64 byl přičleněn v roce 1986.

## Průběh

### Nitranský kraj

#### Okres Komárno
Začátek silniční komunikace se nachází v nitranském kraji na hraničním přechodu (Komárno) s Maďarskem, kde navazuje na státní silnici 13. V Komárně se následně kříží s silnicí I/63 a III/1463 a pokračuje na sever křižovatkami s II/589, III/1463 a III/1494 do Hurbanova, kde se kříží s III/1467, III/1469, III/1472 a III/1470. Za Hurbanovem následují křižovatky s II/511, II/509 v Bajči a I/64 přechází do novozámeckého okresu.

#### Okres Nové Zámky
V Nových Zámcích se kříží s III/1494, III/1503, III/1495, I/75 a II/563, za Novými Zámky s II/580, III/1499 a v Komjaticích s III/1502 a III/1500.

#### Okres Nitra
Následně I/64 přechází do okresu Nitra. Nejdříve je křižovaná v Branči III/1658, přechází do Ivanky u Nitry, kde se kříží s III/1660. V Nitře se I/64 kříží s II/562, I/51, I/65, III/1641, za Nitrou s II/593, v Čakajovcích s III/1677 a pokračuje do okresu Topoľčany.

#### Okres Topoľčany
V topoľčanském okrese se I/64 kříží s III/1703, s III/1704 v Kamanové, v Ludanicích s III/1705, III/1706. V následující obci Chrabrany se kříží s III/1708 a III/1709, mimo obce se I/64 kříží s III/1700 a III/1710, vchází do Topoľčan, kde se kříží s II/499 a III/1711. V další obci, Krušovcích, se kříží s III/1753 a pokračuje do trenčínského kraje.

### Trenčínský kraj

#### Okres Partizánske
V trenčínském kraji prochází nejdříve I/64 přes okres Partizánske, kde se mimo obce kříží s II/592, III/1756, v Žabokrecích nad Nitrou se kříží s III/1761 a III/1745 a v Partizánském s III/1757, II/579, II/593 a III/1759. Dále pokračuje křižovatkami s III/1759 a II/512 do prievidzského okresu.

#### Okres Prievidza

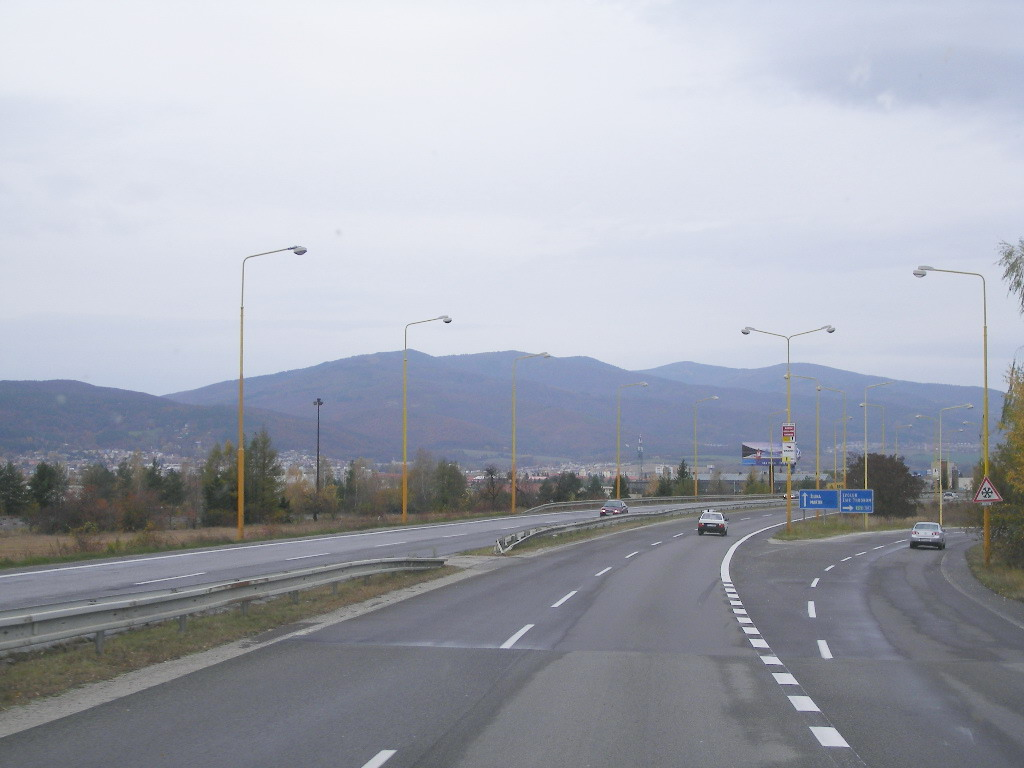
I/64 v Prievidzi (vpravo I/9 směr Handlová)

V prievidzském okrese se kříží s III/1788 v Oslanech, s III/1790 a III/1793 v Zemianských Kostoľanech, v Novákách s III/1794 a I/9 na výjezdu Nováky a kopíruje ji až do Prievidzy. V Prievidzi se I/64 odpojuje od I/9, dále se kříží s III/1778, III/1774 a R2 na výjezdu Prievidza - jih. V obci Nedožery se kříží s III/1802 a III/1799, v Nitrianském Pravně s III/1801, III/1797 a II/519 a v obci Kľačno s III/1796.

### Žilinský kraj

#### Okres Žilina
Ve Fačkovském sedle přechází I/64 do žilinského kraje a okresu Žilina. Na konci horského přechodu se kříží se silnicí III/2112, v Rajecké Lesné s III/2111, v Rajci s III/2110 a II/517. V obci Kľače se kříží s III/2109, přechází do obce Konská, kříží se s III/2108 a III/2107 a pokračuje do Rajeckých Teplíc, kde se kříží s III/2106, I/64A a III/2105. Dále pokračuje křižovatkami s III/2084, III/2104, III/2102 do Žiliny, kde se končí na křižovatce silnic III/2099 a I/60. V plánu je křižovatka s D1 na výjezdu Žilina - jih.

## Galerie

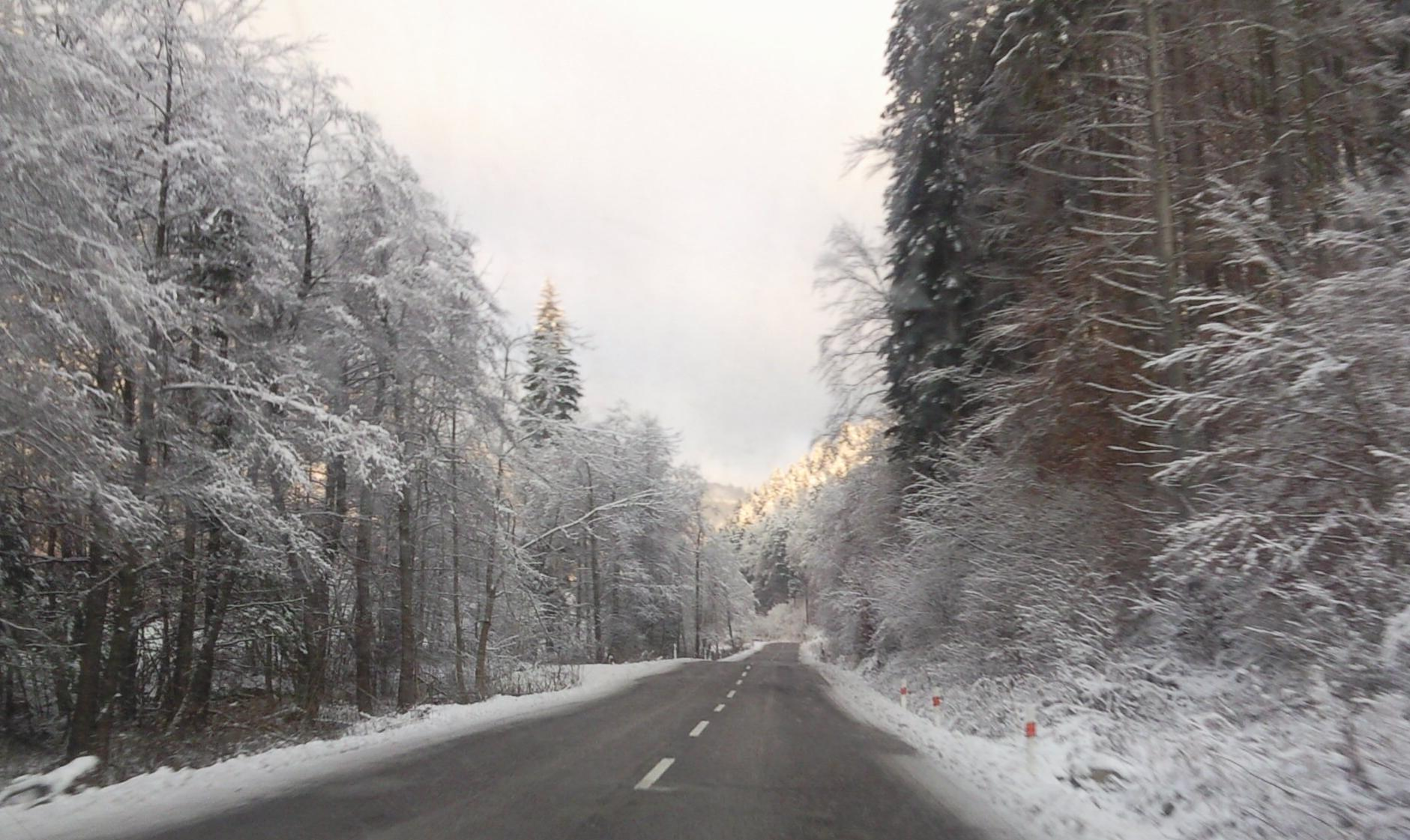
I/64 za Kľačnem v Malé Fatře
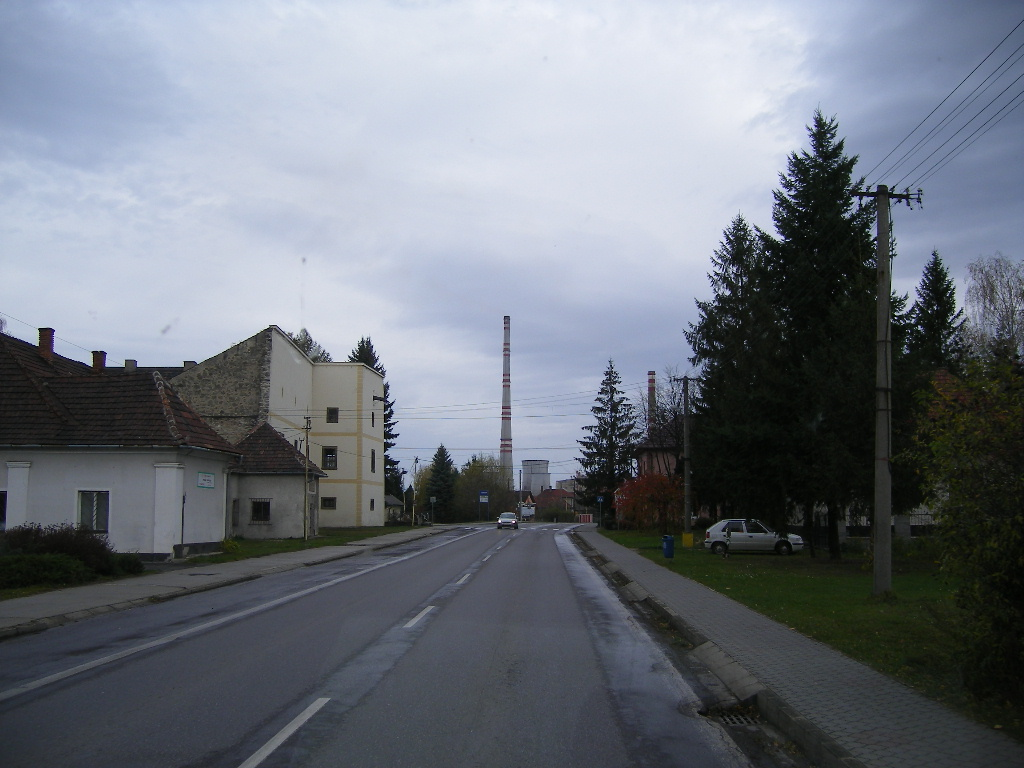
I/64 v Zemianských Kostoľanech
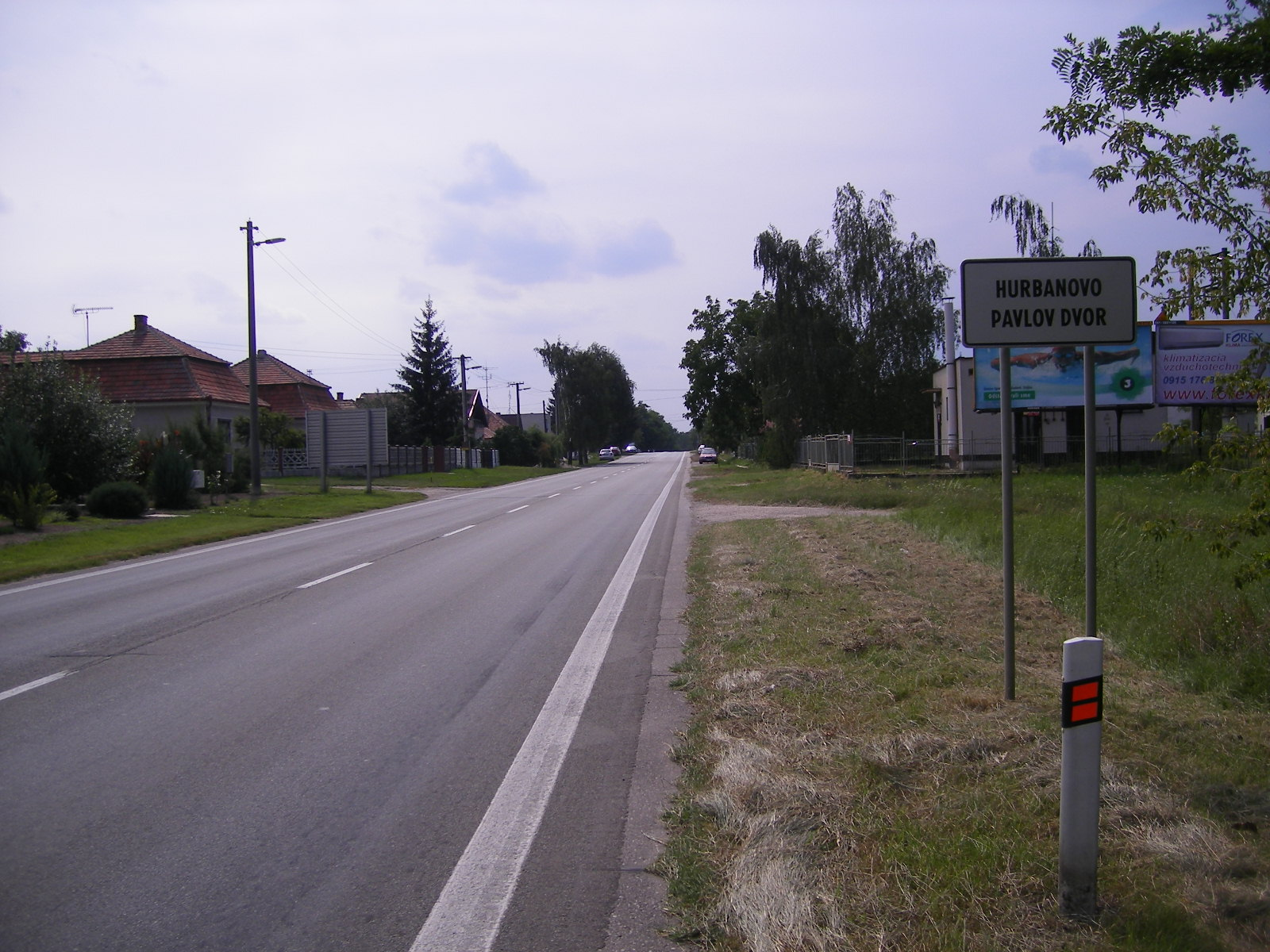
I/64 v Hurbanově